# 集美大道駅
集美大道駅（しゅうびだいどうえき、閩南語:Chi̍p-bí Toā-tō͘ tsām）は、中華人民共和国福建省廈門市集美区集美大道と珩山路の交差点にある、廈門軌道交通1号線の駅である。

## 歴史
- 2017年12月31日1号線の駅として開業。

## 駅構造

### のりば
| 番線 | 路線              | 方面                                | 行先        |
| ---- | ----------------- | ----------------------------------- | ----------- |
|      | 廈門軌道交通1号線 | 天水路・廈門北駅 方面               | 岩内 行き   |
|      | 廈門軌道交通1号線 | 文竈・将軍祠・中山公園・鎮海路 方面 | 鎮海路 行き |

## 隣の駅
廈門軌道交通
■1号線
集美軟件園駅 - 集美大道駅 - 天水路駅